# Polur
Polur è una suddivisione dell'India, classificata come town panchayat, di Nnn abitanti, situata nel distretto di Tiruvannamalai, nello stato federato del Tamil Nadu. In base al numero di abitanti la città rientra nella classe III (da 20.000 a 49.999 persone).

## Geografia fisica
La città è situata a 12° 30' 0 N e 79° 7' 60 E e ha un'altitudine di 170 m s.l.m..

## Società

### Evoluzione demografica
Al censimento del 2001 la popolazione di Polur assommava a 25.492 persone, delle quali 12.587 maschi e 12.905 femmine. I bambini di età inferiore o uguale ai sei anni assommavano a 2.817, dei quali 1.397 maschi e 1.420 femmine. Infine, coloro che erano in grado di saper almeno leggere e scrivere erano 18.387, dei quali 9.936 maschi e 8.451 femmine.